# Coppa FIA piloti
La Coppa FIA piloti (FIA Cup for Rally Drivers), è stato un campionato automobilistico per piloti di rally organizzato dalla Federazione Internazionale dell'Automobile, per sole due stagioni, dal 1977 al 1978.
Venne definitivamente sostituito dal Campionato del mondo piloti a far corso dalla stagione 1979.

## Regolamento

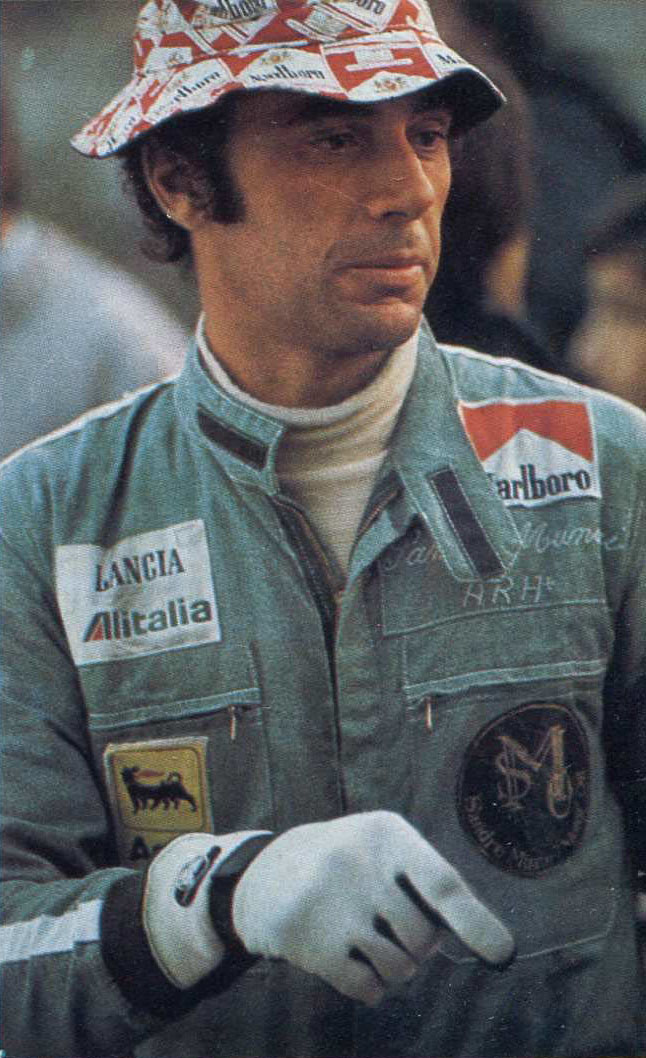
L'italiano Sandro Munari, primo vincitore della Coppa FIA piloti nel 1977.

Il punteggio, come anche nel parallelo Campionato del mondo costruttori, premiava i primi sei classificati di ogni prova con rispettivamente 9, 6, 4, 3, 2 ed 1 punto. Per la classifica si potevano conteggiare i cinque migliori risultati della categoria A (prove valide per il mondiale WRC), i due della categoria B (prove valide per il campionato europeo a coefficiente 4) ed il migliore della categoria C (eventi speciali FIA).
Se un pilota non partecipava ad almeno una prova del campionato europeo rally, avrebbe dovuto scartare il miglior risultato ottenuto nel WRC.

## Albo d'oro
| Anno | Pilota campione | Vettura utilizzata    |
| ---- | --------------- | --------------------- |
| 1977 | Sandro Munari   | Lancia Stratos        |
| 1978 | Markku Alén     | Fiat 131 Abarth Rally |